# 黑劍製作
黑劍電視節目製作股份有限公司（英語：CNplus Production. Inc.），簡稱黑劍製作，是一家日本與台灣合資的電視節目製作公司，隸屬於日本電視控股旗下的日本電視台與旺旺中時媒體集團旗下的中天電視，成立於2011年5月。

## 概要
黑劍製作由中天電視與日本電視台共同投資開設，雙方各持股50%，總部設於台灣，主要業務包括：利用日本電視台及旗下子公司資源與技術製作差異化的節目與戲劇，同時承接台灣及海外各種公家及企業產品宣傳促銷案，同時也引進日本電視台所持有之各式節目戲劇及商品等。黑劍製作是日本電視台首個海外合資公司，設立的主要目的是進軍世界和中國大陸市場。
沿革及大事紀
- 2009年4月：旺旺集團董事長蔡衍明拜訪日本電視台會長（董事長）氏家齊一郎。
- 2010年3月：中天電視率團赴日，與日本電視台簽署戰略合作協議。
- 2010年11月：中天電視率團赴日，與日本電視台商討共組公司。
- 2011年2月：中天電視與日本電視台確認合作意向，共組黑劍製作。
- 2011年3月10日，中天電視與日本電視台簽署合資成立黑劍製作合約書。
- 2011年5月25日，中天電視宣布與日本電視台成立黑劍製作：黑劍製作資本額新台幣3億元，中天電視與日本電視台各持股50%，總部設於台北市內湖區行忠路66巷2號3樓（華生大樓），首任董事長由旺旺中時媒體集團總經理兼中天電視董事長蔡紹中兼任，首任副董事長由日本電視台代表取締役會長執行役員細川知正兼任，首任總經理由中天電視總經理廖福順兼任[3]。
- 2011年6月：黑劍製作取得中華民國經濟部公司執照，正式成立。
- 2012年8月：黑劍製作籌拍第一部戲劇《白色之戀》。
- 2013年3月22日：中天電視新聞部總監梁天俠與日本電視台報導局（新聞部）局長粕谷賢一代表簽署中天電視與日本電視台新聞合作合約書增補協議書，是粕谷賢一首度訪問台灣。中天電視董事長馬詠睿表示，自從黑劍製作成立以來，中天電視與日本電視台始終保持友好互動關係[4]。
- 2014年3月：黑劍製作籌拍第二部戲劇《勇敢說出我愛你》。
- 2014年4月：黑劍製作籌拍金鐘獎系列戲劇《逆轉》。
- 2019年7月：黑劍製作籌拍第三部戲劇《最佳利益》。
- 2021年7月：黑劍製作總部遷往台北市南港區重陽路120號2樓（中國電視大廈）。

## 製作節目

### 電視劇
| 年份   | 首播頻道   | 名稱               | 原作      |
| 2019年 | 華視、中天 | 《最佳利益》       |           |
| 2014年 | 中天       | 迷你劇集《逆轉》   |           |
| 2013年 | 中視、中天 | 《勇敢說出我愛你》 |           |
| 2012年 | 中視、中天 | 《白色之戀》       | 《》 《》 |

### 綜藝節目
| 年份   | 首播頻道   | 名稱           |
| 2019年 | 中天亞洲台 | 《聚音》       |
| 2016年 | 中天娛樂台 | 《寵物大聯萌》 |
| 2015年 | 中天娛樂台 | 《背包踐客》   |
| 2014年 | 中天娛樂台 | 《正妹小廚娘》 |
| 2014年 | 中天娛樂台 | 《世界一級棒》 |
| 2013年 | 中天娛樂台 | 《冰冰週記》   |
| 2012年 | 中天娛樂台 | 《全家出走中》 |
| 2011年 | 中天娛樂台 | 《幸福相談所》 |

## 專案企劃與執行

### 城市營銷
| 年份   | 名稱                                                                 |
| 2016年 | 德國國際獎勵旅遊暨會議展覽(IMEX)                                     |
| 2016年 | 北京國際電影節電影交易市場展                                         |
| 2016年 | Michan & Kettaro Fan Meeting @TAIPEI                                 |
| 2015年 | 陽岱鋼日本球迷見面會活動案                                           |
| 2015年 | 北海道日本火腿鬥士隊札幌巨蛋台灣日活動案                             |
| 2015年 | 文化部影視及流行音樂產業局 2015上海國際電影節交易市場展              |
| 2015年 | 台北市政府觀光傳播局 104年度參加會展(MICE)專業展覽暨辦理觀光推廣活動 |
| 2015年 | 台灣電力公司微電影《一度電的價值》攝製案                             |
| 2014年 | 太魯閣國家公園生態旅遊簡介DVD標案                                    |
| 2014年 | 陽岱鋼日本球迷見面會活動案                                           |
| 2014年 | 北海道日本火腿鬥士隊札幌巨蛋台灣日活動案                             |
| 2014年 | 文化部影視及流行音樂產業局 國產電影大陸地區營銷案                    |
| 2014年 | 台北市政府觀光傳播局大陸地區營銷案 北京、上海、廣州及香港            |
| 2013年 | 交通部觀光局台灣觀光親善大使陽岱鋼受任記者會                         |
| 2013年 | 台北101觀光亮點國際觀光營銷案                                        |
| 2013年 | 高雄市政府魅力高雄香港營銷案                                         |
| 2013年 | 高雄市政府上海五月天農產營銷案                                       |
| 2013年 | 高雄市政府水果營銷日本電視台汐博案                                   |
| 2013年 | 高雄市政府觀光局航班航點補助案                                       |
| 2012年 | 台北市政府觀光傳播局海外媒體宣傳案                                   |
| 2012年 | 交通部觀光局國際光點補助案《在台灣遇見大明星》                       |

## 外部連結
- 黑劍製作 （页面存档备份，存于）